# 胡利奧迪奧尼西奧奧塔尼奧市長鎮
26°21′S 54°43′W / 26.350°S 54.717°W
胡利奧迪奧尼西奧奧塔尼奧市長鎮（西班牙語：Mayor Julio Dionisio Otaño），是巴拉圭的城鎮，位於該國東南部，由伊塔普阿省負責管轄，始建於1944年，面積262平方公里，海拔高度183米，2002年人口12,157，人口密度每平方公里46.4人。